# Stadion Enerhetyk w Bursztynie
Stadion „Enerhetyk” (ukr. Стадіон «Енергетик») – wielofunkcyjny stadion w Bursztynie na Ukrainie.
Stadion w Bursztynie został zbudowany w 1976. Po rekonstrukcji stadion dostosowano do wymóg standardów UEFA i FIFA, wymieniono część starych siedzeń na siedzenia z tworzywa sztucznego. Rekonstruowany stadion może pomieścić 3 000 widzów. Domowa arena klubu Enerhetyk Bursztyn.